# Gustave Fagniez
Gustave Fagniez (Parigi, 6 ottobre 1842 – Meudon, 18 giugno 1927) è stato uno storico e archivista francese, cofondatore della rivista Revue historique.

## Biografia
Originaria di Arras, la famiglia di Gustave Fagniez fece fortuna in banca al tempo della Restaurazione e si trasferì a Parigi. Orleanisti liberali, i Fagniez esercitano le professioni di banchiere, avvocato, consigliere della Corte dei conti. Sua madre gestì un salone a Parigi frequentato da Jules Simon, Paul Janet, Charles Remusat, Prévost-Paradol. Influenzato da Eugène Despois, frequentò il Liceo Louis-le-Grand di Parigi, dove fece proprie le convinzioni repubblicane del suo mentore Simon.
Abbandonando lo studio familiare dell'avvocato, nel 1864 Gustave Fagniez entrò all'École des Chartes, dove conobbe lo stoico Jules Quicherat e uscì terzo nel 1867 con una tesi intitotolata L'Organisation du travail industriel à Paris aux XIIIe et XIVe siècles ("L'organizzazione del lavoro a Parigi nei secoli XIII e XIV").

Proseguì la formazione all'École pratique des hautes études di Parigi, dove conobbe Gabriel Monod.
Di fede cattolica, col protestante Gabriel Monod fondò Revue historique nel 1876, della quale fu il condirettore fino alle dimissioni nel 1881. In seguito, pubblicò i suoi articoli anche nelle riviste Revue des questions historiques e nel Journal des savants.
Il primo articolo della rivista è considerato il manifesto della Scuola Metodica, nel quale proponeva all'amico di lunga data Monod di unirsi a lui per «fondere in feconda collaborazione lo spirito [della scuola] cartista e normale». La rivista pubblicò i suoi primi studi di storia diplomatica del XVII secolo che furono poi raccolti nenl libro Le Père Joseph et Richelieu del 1894, dove venne tracciato un innovativo profilo psicologico del cardinale, francese ricco di documenti fino allora sconosciuti. Il libro ottenne il Grand prix Gobert dell'Accademia di Francia nel 1895.
Dipendente degli Archivi nazionali di Francia, nel 1877 poté esordire nel mondo accademico col libro intitolato Études sur l'industrie et la classe industrielle à Paris au XIIIe et au XIVe siècle ("Studi sull'industria e i settori industriali di Parigi nei secoli XIII e nel XIV"), che conteneva in gran parte documenti inediti e finì col creare un nuovo filone della ricerca storica.
Vent'anni più tardi completò quest'opera con Documents relatifs à l'histoire de l'industrie et du commerce en France ("Documenti relativi alla storia dell'industria e del commercio in Francia"), pubblicata in due volumi 2 volumi fra il 1898 e il 1900, e nel 1894 diede alle stampe L'économie sociale de la France sous Henri IV ("L'economia sociale della Francia sotto Enrico IV"), frutto di un minuzioso lavoro storiografico.
La morte brutale della figlia Alice, ancora quindicenne, lo fece riavvicinare nello stesso anno alle posizioni cattoliche dell'infanzia, con la guida spirituale del cardinale François-Marie-Benjamin Richard, marchese de La Vergne, allora arcivescovo di Parigi. Decise di donare le sue proprietà di Hyères all'Associazione Villepinte, dove nel 1895 fu creato l'ospedale Alice-Fagniez, del quale fu a capo il medico Léon Émile Vidal (1834.-1926), già direttore sanitario dell'ospedale Renée Sabran a iens.
Fu fra i primi sostenitori di Charles Maurras nella fondazione dell'Institut d'Action française di Parigi, dove ricoprì la cattedra Fustel de Coulanges a partire da 1906. L'istituto ricordò la sua opera con un necrologio il 20 giugno 1927, con queste parole: «il ricordo di Gustave Fagniez rimarrà con noi amato e onorato; il suo lavoro storico sarà sempre una delle nostre luci».
Membro della Sociétà di Studi Storici di Parigi e dell'Île-de-France et della Scoeità di Storia Ecclesiastica della Francia, nel 1901 fu eletto nell'Académie des Sciences Morales et Politiques nella sedia che era appartenuta al Duca de Broglie. Nel 1913 fu nominato presidente dell'Accademia, mentre Henri Bergson era vicepresidente. Il suo elogio fu pronunciato nel 1928 dal suo successore, lo storico Frantz Funck-Brentano, suo ex allievo, che aveva scritto la prefazione della sua ultima opera uscita postuma.
(Charles Bémont, Gustave Fagniez (1842-1927), Bibliothèque de l'École des chartes, 1927)
(Bulletin de la Société de l'histoire de Paris et de l'Ile-de-France, 1928)
Gustave Fagniez trascorse gran parte degli ultimi anni nel castello di Bonde, ai piedi del massiccio del Luberon, in Provenza, dove teneva una biblioteca di diecimila volumi, andata persa durante la vendita a Nizza nel 1943. Aveva due figli: Gabriel Fagniez (1870-1927), consigliere di Léon Daudet nell'affare Philippe Daudet); Charles Fagniez (1874-1952), che fu presidente della Società Entomologica di Francia in 1936; e una figlia, Alice Fagniez (1878-1894), che morì di tubercolosi.